# Discoteque
Discoteque è un singolo del gruppo musicale lituano The Roop, pubblicato il 22 gennaio 2021 come secondo estratto dal terzo album in studio Concrete Flower.
Il brano ha vinto la seconda edizione di Pabandom iš naujo!, guadagnando il diritto di rappresentare la Lituania all'Eurovision Song Contest 2021.

## Descrizione
In seguito alla loro vittoria a Pabandom iš naujo! 2020 con il loro precedente singolo On Fire, The Roop hanno guadagnato il diritto di rappresentare la Lituania all'Eurovision Song Contest 2020, prima della cancellazione dell'evento. Invitati dall'emittente radiotelevisiva nazionale LRT, hanno avuto accesso diretto alla finale dell'edizione successiva di Pabandom iš naujo! senza dover passare dai round di qualificazione. Per l'occasione hanno proposto Discoteque, scritta dai tre componenti del gruppo (Vaidotas Valiukevičius, Robertas Baranauskas e Mantas Banišauskas) in collaborazione con il lituano Laisvūnas Černovas e con i finlandesi Kalle Lindroth e Ilkka Wirtanen.
Nella finale della competizione del 6 febbraio 2021 hanno totalizzato un numero record di 74 512 televoti, 68 000 in più rispetto al secondo classificato, nonché il punteggio massimo da tutti e sette i giurati, diventando per il secondo anno consecutivo i rappresentanti eurovisivi lituani. Nel maggio successivo, dopo essersi qualificati dalla prima semifinale, The Roop si sono esibiti nella finale eurovisiva, dove si sono piazzati all'8º posto su 26 partecipanti con 220 punti totalizzati, regalando alla Lituania il suo miglior risultato dall'edizione del 2006.

## Tracce
Testi e musiche di Vaidotas Valiukevičius, Robertas Baranauskas, Mantas Banišauskas, Laisvūnas Černovas, Kalle Lindroth e Ilkka Wirtanen.
1. Discoteque – 3:01

## Classifiche
| Classifica (2021) | Posizione massima |
| ----------------- | ----------------- |
| Belgio (Fiandre)  | 54                |
| Finlandia         | 19                |
| Grecia            | 42                |
| Irlanda           | 75                |
| Islanda           | 23                |
| Lituania          | 1                 |
| Paesi Bassi       | 49                |
| Svezia            | 39                |